# Allysin Kay
Allysin Kay (ur. 5 listopada 1987 w Detroit) – amerykańska wrestlerka, walcząca pod panieńskim nazwiskiem. W latach 2016–2018 pracowała w amerykańskiej federacji Total Nonstop Action Wrestling (TNA; obecnie Impact Wrestling), gdzie nosiła pseudonim Sienna. Jest dwukrotną TNA Knockouts Championką i jednokrotną GFW Women’s Championką. W czasie rywalizacji w National Wrestling Alliance (NWA) zdobyła NWA World Women’s Championship.
Kay rozpoczęła karierę zawodniczą w 2008 r. Występuje w licznych organizacjach amerykańskiej i kanadyjskiej sceny niezależnej pod panieńskim imieniem, szczególnie w  Absolute Intense Wrestling (AIW), Women Superstars Uncensored (WSU), Shimmer Women Athletes i Shine Wrestling. Jest jednokrotną AIW Women’s Championką oraz jednokrotną WSU Tag Team Championką, wspólnie z Sassy Stephie. Występowała również w Japonii i Europie.

## Mistrzostwa i osiągnięcia
- Absolute Intense Wrestling
  - AIW Women’s Championship (1x)[4]
- National Wrestling Alliance
  - NWA World Women’s Championship (1x)[4]
- Pro Wrestling Illustrated
  - PWI umieściło ją na 8. miejscu rankingu wrestlerek PWI Top 50 w 2017[5]
- Shine Wrestling
  - Shine Championship (2x)[4]
  - Shine Championship Tournament (2018)[6]
- Total Nonstop Action Wrestling/Impact Wrestling
  - GFW Women’s Championship (1x)[4]
  - TNA/GFW Knockouts Championship (2x)[4]
- Women Superstars Uncensored
  - WSU Tag Team Championship (1x) – z Sassy Stephie[4]